# Vladimiro Álvarez
Vladimiro Álvarez Grau (Guayaquil, 4 de enero de 1943) es un abogado y político ecuatoriano. Ocupó el cargo de Ministro de Gobierno durante los mandatos de Osvaldo Hurtado y Jamil Mahuad. Otros puestos que desempeñó incluyen Diputado Nacional, Ministro de Trabajo y Ministro de Educación, además de ser rector de la Universidad Católica de Santiago de Guayaquil.

## Trayectoria
Saltó a la palestra pública como hombre de confianza de los presidentes Jaime Roldós Aguilera y Osvaldo Hurtado. Al iniciar el gobierno de Hurtado fue nombrado Ministro de Trabajo en reemplazo de Aquiles Rigail. En 1983 fue designado Ministro de Gobierno, ocupando el cargo hasta el final del gobierno de Hurtado.
Para las elecciones legislativas de 1988 fue elegido diputado nacional por el partido Democracia Popular. Desde ese año hasta 1991 se desempeñó como presidente del partido.
Durante la sesión del Congreso del 3 de octubre de 1990 fue víctima, junto a su coideario Jamil Mahuad, de una brutal agresión física propinada por diputados del Partido Roldosista Ecuatoriano. En la sesión se discutía la posibilidad de otorgar una amnistía a Abdalá Bucaram, líder de los roldosistas y quien se encontraba autoexiliado en Panamá. Ante la oposición de la bancada del partido Democracia Popular, los roldosistas, encabezados por Jacobo Bucaram, golpearon salvajemente a Álvarez y a Mahuad.
Participó como el candidato de la Democracia Popular a la presidencia de la república en las elecciones de 1992 luego de que Jamil Mahuad, quien en primera instancia iba a ser el candidato, desistiera de postularse. Álvarez obtuvo el octavo lugar, con un 1.89% de los votos.
En 1998 fue nombrado Ministro de Educación por el presidente Jamil Mahuad. Al año siguiente pasó al Ministerio de Gobierno en reemplazo de Ana Lucía Armijos, en medio de fuertes protestas producto de la Crisis financiera de 1999. Desde su puesto se convirtió en una de las figuras claves de Mahuad durante los días previos al Golpe de Estado en que se lo derrocó.